# 竜馬 (ヴァイオリニスト)
竜馬（りょうま、1984年10月22日 - ）は、日本のヴァイオリン演奏家。千葉県市川市出身。東京音楽大学卒業。
千葉県鴨川市・島根県の観光大使
これまでに三丁目の夕日や龍馬伝・コードブルー・ファイナルファンタジーなど300本以上の映像作品の音楽演奏を担当。ブザービートやSP・のだめカンタービレなどには映像出演をする。
現在は自らのライブを展開し、天皇家の前での御前演奏を始め国内外約2000公演以上のLIVEを行う。
2013年より活動は海外にも及び、アメリカ・フランス・イギリス・スペイン・スイス・ハンガリーや東南アジアでも高い評価を得ている。
2016.7.27
ポニーキャニオンより竜馬四重奏としてメジャーデビュー
2017.9.4より日テレ系news every.お天気コーナーのテーマソングや、侍ジャパン応援歌などに楽曲が使用されている。
2019.4.1よりテレビ朝日系列スーパーJチャンネルのテーマソング「Sekai-Japan」を手掛ける。
2019.夏の竜馬四重奏ニューヨーク単独公演2daysは、スタンディングオベーションのうちに終わり、スポーツ報知に大きく報道される。
2020.10.18より、情熱大陸のナレーターとしても有名な窪田等さんのYouTubeチャンネルテーマソングを担当
首里城再建や、東日本大震災・熊本地震・九州豪雨などの支援活動も広く行なっている。
2021年は首里城再建プロジェクトに力を入れ、自身が作曲したSYURINOUTAは沖縄県内さまざまな番組のテーマソングとなり、沖縄県公式の首里城再建ソングになった。
沖縄のアーティストとコラボをしたSYURINOUTAのアルバムの売り上げを中心に、2021.10.27に沖縄県に3777525円の寄付をした。
2008年にヴァイオリン、津軽三味線、邦楽打楽器と篠笛のユニット「竜馬四重奏」を結成。ヴァイオリンを担当。2016年にポニーキャニオンからアルバム『Neo Zipang』を発表し、メジャーデビュー。

## 人物
- 3歳から野球を愛し、高校受験で野球の強い高校に入るか悩み、1年間浪人を選択の末、音楽を選び音楽高校に進学。その後東京音楽大学に入学。音楽修業の傍ら、野球部にも所属し、弱小チームをキャプテンとして改革し、ポジションは4番サード。豊島区ベスト8のチームまで叩き上げる。同じチームで3番センターを守っていたのは、ミュージカル俳優の山崎育三郎。
- 学生時代、野球の為に身体を鍛えすぎて、誰もヴァイオリンをやっていると信じてもらえなかった。
- 活動を初めて直ぐに千葉県全市町村47箇所を3日間でまわり、ストリートライブを敢行。
- 父方祖母は坂東流の日本舞踊家、坂東泰（ばんどうゆき）。本家は新潟にあり、上杉家家臣の家系である。曽祖父が日本軽金属の前身ナスアルミの創始者の1人。
- 先祖に松屋銀座創始者のひとりがいる。
- トレーニングのつもりで柏市の実家から歩き始め、気がついたら8時間半かけて38キロを歩き日枝神社にたどり着き、そこで「情熱大陸に出られますように」と願った経験がある。
- SNSで名古屋でライブすると突然宣言し、予定もないのに2週間スケジュールを空けて、飛び込みや仲間の紹介で演奏する場を見つけ、CDの手売りだけで生活すると決める。しかし思うように売れず、毎日漫画喫茶のソファーに寝たり、100円のパンを食べてしのぐが、毎日演奏させてもらっていたカフェで徐々に人気が出始め、カフェのオーナーから紹介された企業の仕事が増え、愛知県での地盤が作られる。
- 歴史が好きすぎて、ゲームの「信長の野望」の新作が出るたびに廃人となるほどやりこむ。
- インテリアにはまり、アトリエを自作。
- 自分の作品の音源データを無くしてしまったりと大雑把である。自身の作品も売り切ってしまい所有していない作品がある。
- 乗り物に忘れ物をしてしまうことが多い。
- 2020年コロナ禍に体力づくりのために歩き始め、東京タワーから首里城までの距離2116キロを8ヶ月で歩覇した。

## 活動

### 作家/プロデュース作品
- 2012年「サークルKサンクス  2012ヴァレンタインプロジェクト」 作曲・演奏・企画
- 2012年 愛知県東三河「花男子プロジェクト音楽家」音楽総合プロデュース
- 全国展開「フラワーバレンタイン」音楽総合プロデュース
- 「SoundTrackers」音楽総合プロデュース

### 舞台
- 2012年「風の中のマリア」音楽監督・演奏
- 2015年 和泉元彌主演「ひとりし思へば」音楽総合プロデュース
- 2016年「宮本武蔵外伝（三越劇場）」音楽総合プロデュース・演奏、「木内晶子朗読劇」音楽総合プロデュース・演奏

## レコーディング参加作品

### 映画
「嵐の夜に」「海猿2」「ALWAYS三丁目の夕日」「岳」「嫌われ松子の一生」「銀色のシーズン」「ゲド戦記」「最終兵器彼女」「椿三十郎」「僕は君のために死にに行く」等

### ドラマ
「エンジン」「SP」「西遊記」「天地人」「美女か野獣」「龍馬伝」

### アニメ
「機動戦士ガンダムSEED」「攻殻機動隊」「プリキュア」「ムシキング」

### ゲーム
「キングダムハーツ」「ファイナルファンタジーX」「ファイナルファンタジーX-2」

### アーティスト・サポート
倖田來未、さだまさし、浜崎あゆみ、平原綾香、森山直太朗、森山良子など

## おもな出演

### 2007年
宮沢賢治記念館、柏商工会議所イベント各種、西武園遊園地イベント各種

### 2008年
東京タワーイベント各種、千葉県君津市文化ホール主催公演、愛知県白鳥庭園イベント各種

### 2009年
東京マラソン沿道応援バンド（竜馬四重奏）、池袋サンシャインシティ 七夕コンサート（竜馬四重奏）

### 2010年
プロ野球千葉ロッテマリーンズ試合前「君が代」演奏、サマーソニックフェスティバル2010前夜祭、千葉県「柏祭り」（2016年まで）

### 2011年
格闘イベント「元気ですか大晦日」（埼玉スーパーアリーナ）

### 2012年
フランス「Japan Expo」、トヨタ東海各種イベント・トヨタ販売店多数・レクサス販売店等、浦安商工会議所「千葉花火大会」

### 2013年
フランス「Japan Expo」

### 2014年
ミャンマー「チャリティーライブ」、イギリス・ロンドン「JAPAN祭」、スペイン「日本スペイン交流400周年」スペイン（マドリード・サンタンデール・ビルバオ）ツアー（竜馬四重奏）

### 2015年
「RedBull AIR RACE2015」幕張海浜公園、「竜馬四重奏＆PAPERMOONジョイントコンサート」イタリア文化会館 アニェッリホール（竜馬四重奏）、 松崎しげるデビュー45周年記念＜黒フェス～白黒歌合戦～＞幕張メッセ国際展示場（竜馬四重奏）

### 2016年
タイ「Japan expo in Thailand」（竜馬四重奏）、ニッポン放送主催「大江戸和宴〜大江戸そば 博・大江戸大酒会〜」代々木公演野外ステージ（竜馬四重奏）、舞台「宮本武蔵外伝」（竜馬四重奏）、「京都・東山花灯路－2016」京都知恩院三門前広場（竜馬四重奏）
上記のほか多数の企業・ホテル・組合などのイベントに出演

## サポート出演

### ミュージカル
劇団四季「李香蘭」、宮本亜門ミュージカル「テイクフライト」

### コンサート
川嶋あい（2007）、小柳ゆき（2007）、PENICILLlN（2014）、槇原敬之（2005、2010）、渡辺貞夫（2008）、松田聖子（2008、2009）など

## 映画・テレビ出演
映画「SP〜野望篇」、ドラマ「のだめカンタービレ」 、「ブザービート」、舞台「レクイエム・デ・イーハトーヴ」、TV「僕らの音楽」（リリーフランキー・秋川雅史）

## レギュラー出演
かずさFM「心に届けるラジオ」ラジオDJ （2010~2015）

## その他
- 元茨城県常陸太田大使　2010〜2012
- 現千葉県鴨川市ふるさと大使　2015〜